# Stereotype in den Neurowissenschaften
Stereotype in den Neurowissenschaften werden als semantische Strukturen betrachtet, das heißt, als Wissensrepräsentationen im Gedächtnis. Diese Strukturen spielen zusammen mit Zielen eine wichtige Rolle bei der Bestimmung des instrumentellen Verhaltens (zielgerichtete Verhaltensweisen) einer Person. Diese Anpassung der in der Sozialpsychologie gängigen Definition von Stereotypen ist notwendig, denn die Kodierung, Speicherung, Auswahl und der Abruf semantischer Strukturen beruhen auf spezifischen neuronalen Grundlagen. Diese Spezifizierung dient beispielsweise der Unterscheidung von Stereotypen und Vorurteilen auf einer neuronalen Ebene.

## Speicherung von Stereotypen
Stereotypisches Wissen wird in der anterior temporalen Region (ATL) gespeichert, einer Gehirnregion, die mit der Speicherung von sozialem semantischem Wissen in Verbindung gebracht wird, wie Wissen über Mitmenschen oder soziale Gruppen. Dafür spricht, dass die ATL selektiv aktiviert wird, wenn sich Menschen mit stereotypischem Material befassen, und dass stereotypische Urteile reduziert werden, wenn die ATL durch transkranielle magnetische Stimulation gestört wird.

## Abruf von Stereotypen
Die ATL, als semantische Wissensspeicherstruktur, ist unter anderem mit zwei weiteren neurologischen Strukturen verbunden: dem dorsalen präfrontalen Kortex (mPFC) und dem Gyrus frontalis inferior (IFG), einer Region des lateralen präfrontalen Kortex (lPFC).
Einerseits wird der mPFC entweder als Speicherstruktur für soziales Wissen betrachtet oder als integrative Struktur, die soziales Wissen, einschließlich Stereotypen, und individuelle Ziele zusammenführt, um das instrumentelle Verhalten einer Person zu koordinieren. Obwohl die Meinungen zur konkreten Funktion des mPFC auseinandergehen, ist es plausibel anzunehmen, dass der mPFC eine zentrale Rolle in der Verarbeitung stereotyper Informationen über soziale Objekte (Menschen) spielt.
Andererseits wird der linke IFG als eine kortikale Struktur beschrieben, deren Funktion darin besteht, Wissensstrukturen im Arbeitsgedächtnis abzurufen, um zielgerichtetes Verhalten zu unterstützen. Auf der anderen Seite könnte der rechte IFG eine Rolle bei der Unterdrückung stereotyper Verhaltensweisen spielen. Der linke IFG ist am Abrufen stereotyper Informationen und deren Integration in instrumentelles Verhalten beteiligt, während der rechte IFG für die willentliche Hemmung stereotyper Manifestationen zuständig ist.

## Regulation
Der rechte IFG kann als exekutive Struktur angesehen werden, wenn es darum geht, stereotypische äußere Manifestationen zu unterdrücken. Die Kontrolle über das eigene Verhalten erfordert jedoch ein Selbstüberwachungssystem. In Bezug auf Stereotypen erfüllen der anteriore Cingulum-Kortex (ACC) und der präfrontale Kortex (PFC) diese Rolle. Das ACC dient der Entdeckung und Verarbeitung von Konflikten zwischen automatischen stereotypischen Impulsen und individuellen Zielen. Das PFC reguliert das Verhalten im Hinblick auf den aktuellen sozialen Kontext und initiiert die Hemmung unerwünschten Verhaltens durch das rechte IFC.

## Stereotype als Teil eines interaktiven Gedächtnissystems
Die Annahme, dass Stereotypen semantische Strukturen sind und dass deren Speicherung, Bearbeitung und Regulation einem spezifischen neuropsychologischen Netzwerk entspricht, wurde von Amodio und Kollegen in ihrer umfassenden Konzeption des Gedächtnisses und des Lernens übernommen, dem interaktiven Gedächtnissystem. Dieses Modell soll erklären, wie wir über unsere Mitmenschen lernen, indem wir multiple, gleichzeitige und bis zu einem gewissen Grad unabhängige neurokognitive Systeme oder Netzwerke nutzen. Es soll auch erklären, wie gespeicherte Informationen integriert werden, um Urteile zu bilden, Entscheidungen zu treffen oder Handlungen auszuführen.
Im Allgemeinen geht das interaktive Gedächtnissystem davon aus, dass die soziale Kognition das Ergebnis der Interaktion mehrerer neurokognitiver Netzwerke ist. Im Gegensatz zu früheren Modellen der Einstellungsbildung (Dual process Model) stellt das interaktive Gedächtnissystem ein Paradigma dar, mit dem die Zusammenhänge zwischen Einstellungsbildung, Emotionen, Verhalten und Wahrnehmung erklärt werden können. Zum Beispiel erklärt das interaktive Gedächtnissystem aufgrund der Verbindungen zwischen der ATL und dem Gyrus fusiformis (Hirnregion assoziiert mit der konfiguralen visuellen Verarbeitung), wie die visuelle Wahrnehmung von Gesichtern afroamerikanischer Personen bei weißen Teilnehmern durch stereotypisches Wissen beeinflusst werden könnte und folglich auch das Verhalten. Die Idee ist, dass das in der ATL gespeicherte Wissen das konfigurale System auf die Verarbeitung von Reizen vorbereitet. Wenn beispielsweise weiße Teilnehmer mit afroamerikanischen Gesichtern konfrontiert werden, erwarten sie, stereotypische Gesichtsausdrücke (z. B. Feindseligkeit) zu erkennen. Dies führt zu einer verzerrten Wahrnehmung dieser sozialen Stimuli. Weiterhin könnte das Modell von Amodio erklären, dass aufgrund unterschiedlicher neurologischer Substrate Vorurteils- und Stereotypmasse unkorreliert sind und daher unterschiedliche Verhaltensweisen in verschiedenen Situationen vorhersagen könnten. Zum Beispiel wurden in sozial angstauslösenden Situationen die vorurteilsbedingten Reaktionen der Teilnehmer beeinflusst, aber nicht stereotypische Reaktionen.